# Pogostemon hirsutus
Pogostemon hirsutus là một loài thực vật có hoa trong họ Hoa môi. Loài này được Benth. miêu tả khoa học đầu tiên năm 1833.